# Éhein
Éhein (en wallon Éhin) est une ancienne commune belge située en Région wallonne dans la province de Liège.
Lors de la fusion des communes de 1977, elle a été partagée en deux : Éhein-Haut, au sud, est devenue une section de Neupré tandis qu’Éhein-Bas, en bordure de la Meuse, a été rattachée à Engis.

## Étymologie
Le nom de cette localité apparaît successivement sous différentes graphies à partir du Moyen Âge[réf. souhaitée] :
Enhiens vers 1244, Anhins vers 1250, Ahiens vers 1381 , Ahin ou Ehin vers 1634 , Ehen vers 1831 et enfin Éhein plus récemment.
L'origine du nom viendrait de « Aginheim », signifiant « habitation …» (du germanique haima) « …d'Ago » (anthroponyme germanique).

## Géographie

### Territoire
Étroite et tout en longueur, Éhein s’étendait de la Meuse qui formait sa limite avec Engis au nord, jusqu'à Rotheux au sud-ouest ; elle était bordée à l’est par Ramet et Neuville-en-Condroz, et à l’ouest par Clermont-sous-Huy.

## Démographie
Éhein comportait quatre petits centres d’habitat ; du nord au sud : Engihoul (dit aussi Ingihoul) où se trouvait un château qui a été habité par un érudit et bibliophile liégeois, le baron Hilarion-Noël de Villenfagne d’Ingihoul ; Nathine (ou Natinne) et son château ; Marteau ; Neuville et Éhein, le chef-lieu.
En 1835, on ne comptait que 100 habitants répartis en 29 maisons dans cette commune dont l’activité principale était l’agriculture.
- Sources : INS, Rem. : 1831 jusqu'en 1970 = recensements, 1976 = nombre d'habitants au 31 décembre.

## Sites

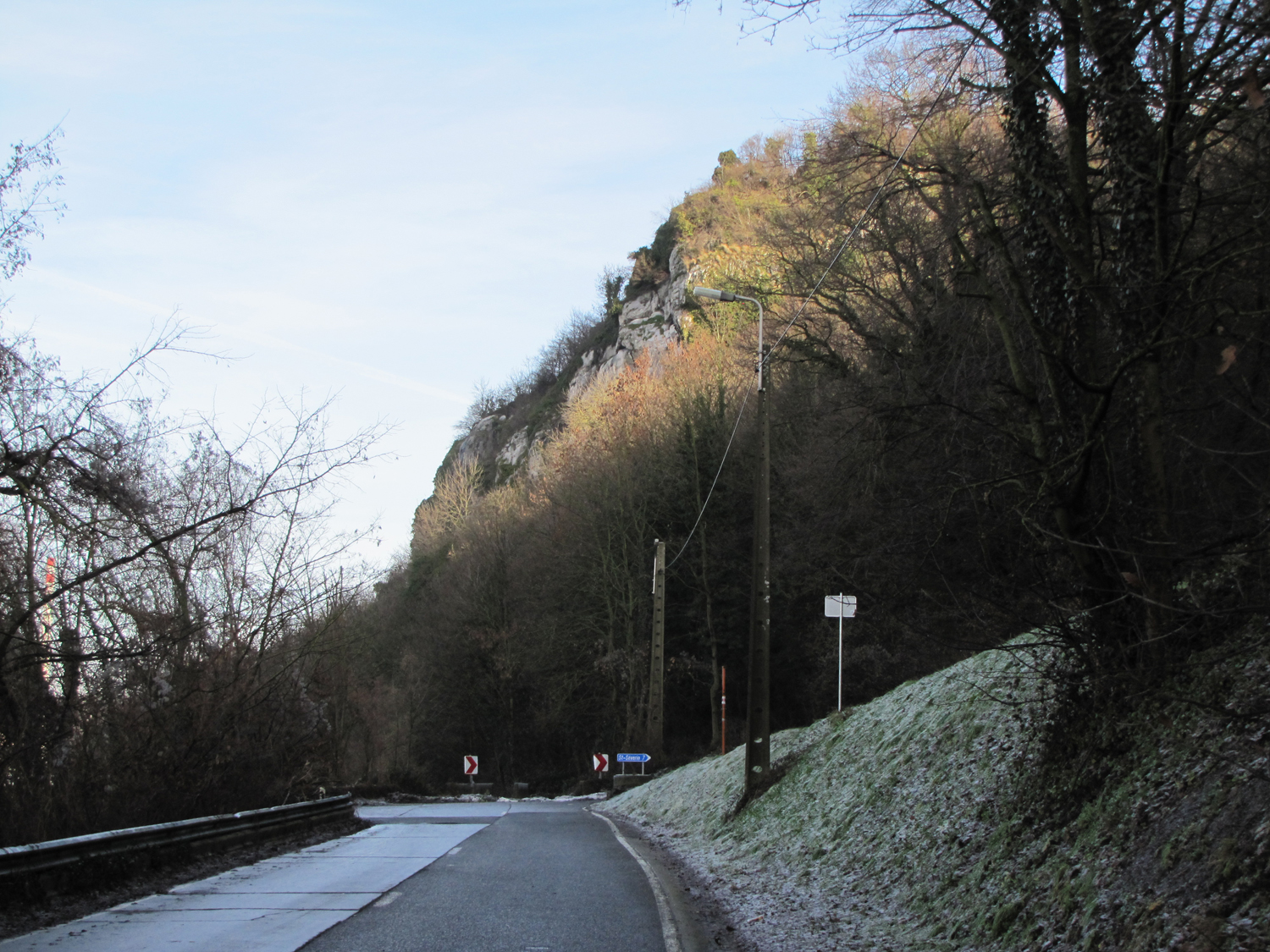
Éperon rocheux d’Engihoul, photographié de l’ouest. La Meuse coule sur la gauche, en contrebas.
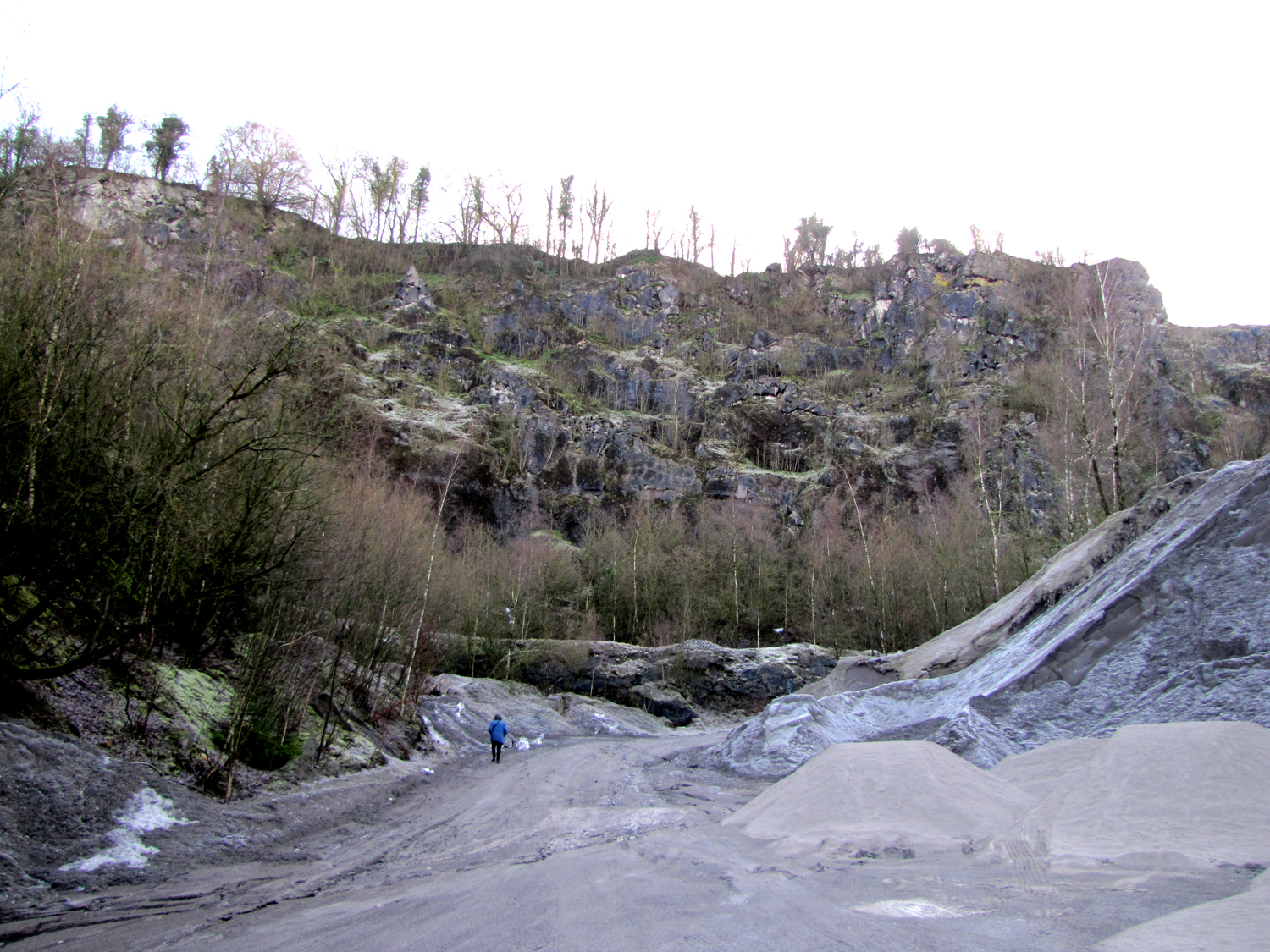
Éperon rocheux d’Engihoul, photographié de l’est, à partir de la carrière de Carmeuse.
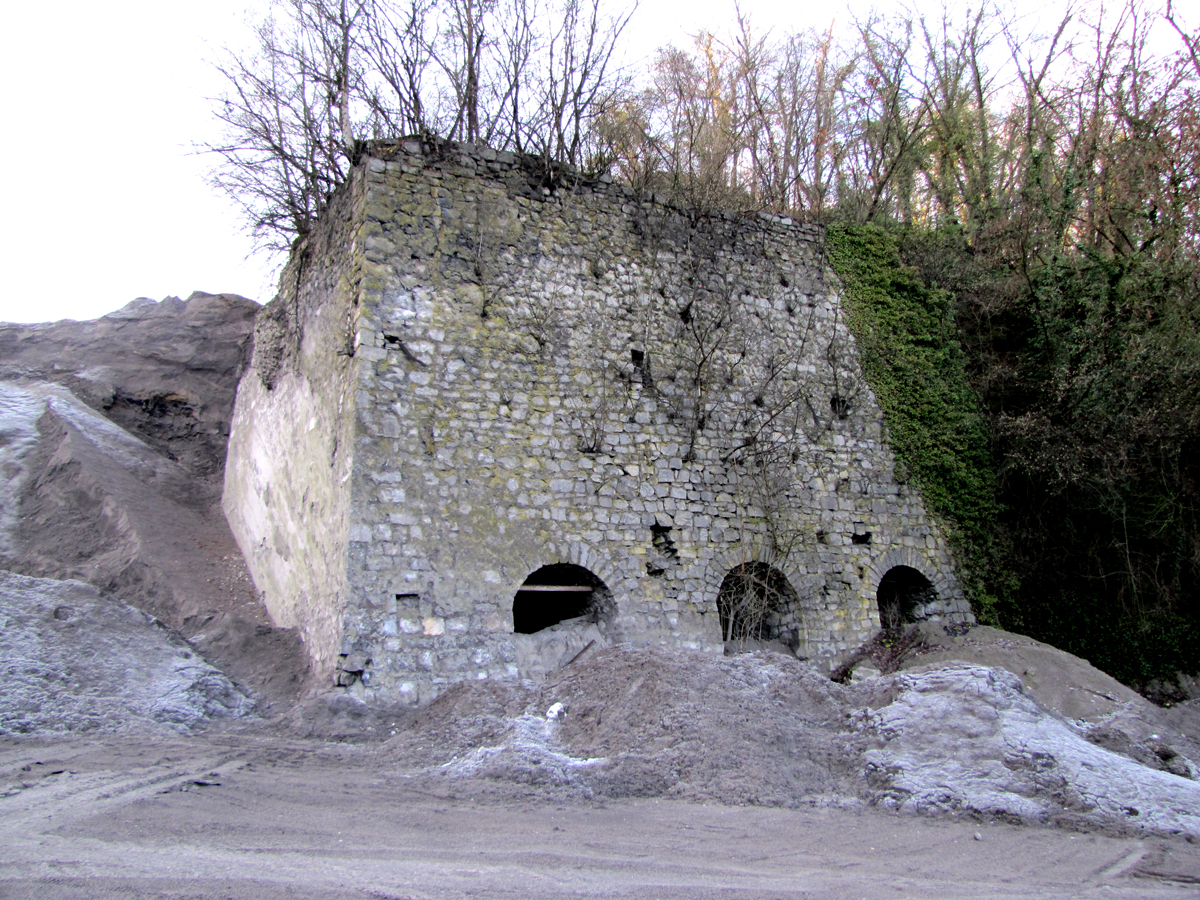
Ancien four à chaux au pied de l’éperon rocheux d’Engihoul (côté est).

### Engihoul
En bord de Meuse, Engihoul présente un éperon rocheux boisé au sommet duquel fut érigé, vers l’an Mil, le château des Comtes de Clermont. Cet édifice fut détruit par les Hutois en 1346, par représailles contre le prince-évêque de Liège qui en était alors propriétaire. Les Hutois allèrent jusqu’à en enterrer les ruines qui ne furent retrouvées qu’en 1975 par les Chercheurs de la Wallonie avant de disparaitre dans l’extension des carrières proches.
Ce rocher est également percé de plusieurs cavités naturelles, dont les plus connues sont la grotte Lyell et la grotte de Rosée. Les premières explorations de ces grottes ont été faites par Philippe-Charles Schmerling à partir de 1829. Les explorateurs successifs, dont Ernest Doudou, ont apporté la preuve de l’occupation de ce territoire depuis le paléolithique.

## Économie
Éhein possédait une tuilerie et un four à chaux dont la structure subsiste toujours en 2010.